# ولاد زيان سفيان (سيدي سالم)
ولاد زيان سفيان هو دُوَّار يقع بجماعة سيدي اعمر الحاضي، إقليم سيدي قاسم، جهة الرباط سلا القنيطرة في المملكة المغربية. ينتمي الدوّار لمشيخة سيدي سالم التي تضم 10 دواوير. يقدر عدد سكانه بـ 220 نسمة حسب الإحصاء الرسمي للسكان والسكنى لسنة 2004.

## روابط خارجية
- البوابة الوطنية للجماعات الترابية
- المندوبية السامية للتخطيط